# قره أقاتش (قرة باشلو)
قره أقاتش (بالفارسية: قره آقاچ) هي قرية تقع في إيران في قسم قرة باشلو الريفي. يقدر عدد سكانها بـ 11 نسمة .